# South Georgia Tormenta FC
El South Georgia Tormenta FC es un equipo de fútbol de los Estados Unidos que juega en la USL League One, la tercera división de fútbol en el país.

## Historia
Fue fundado en el año 2015 en la ciudad de Statesboro, Georgia y es el primer equipo profesional de cualquier deporte en la ciudad desde que el equipo de béisbol de la Gerogia State League los Statesboro Pilots desaparecieran en 1955. El club fue uno de los equipos de expansión de la Premier Development League (actual USL League Two) en la temporada 2016.
Su primer partido oficial lo jugaron el 21 de mayo de 2016 ante el Carolina Dynamo ante más de 3000 espectadores, aunque su primera victoria llegó hasta el 16 de junio y fue con marcador de 2-0 ante el Charlotte Eagles, aunque en sus dos primeras temporadas no pudieron acceder a los playoffs.
El 25 de enero de 2018 dio el anuncio de ser el primer equipo fundador de la USL League One en 2019.

## Temporadas

### USL League One
| Temporada | USL League One | USL League One | USL League One | USL League One | USL League One | USL League One | USL League One | USL League One | Playoffs    | US Open Cup   | Goleador        | Goleador | Goleador |
| Temporada | PJ             | G              | E              | P              | GF             | GC             | Pts            | Posición       | Playoffs    | US Open Cup   | Jugador         | Goles    |          |
| --------- | -------------- | -------------- | -------------- | -------------- | -------------- | -------------- | -------------- | -------------- | ----------- | ------------- | --------------- | -------- | -------- |
| 2019      | 28             | 9              | 10             | 9              | 32             | 34             | 37             | 6.º            | No calificó | Segunda ronda | Marco Micaletto | 8        |          |
| 2020      | 16             | 5              | 4              | 7              | 19             | 22             | 19             | 8.º            | No calificó | No hubo       | Nil Vinyals     | 4        |          |
| 2021      | 28             | 8              | 6              | 14             | 36             | 47             | 30             | 11.º           | No calificó | No hubo       | Marco Micaletto | 11       |          |